# Stefan Koper
Stefan Koper (ur. 15 maja 1910 w Chmielowie, zm. 15 kwietnia 1970) – lekarz, Poseł na Sejm PRL II kadencji z Polskiej Zjednoczonej Partii Robotniczej.

## Życiorys
Studiował na Uniwersytecie Jagiellońskim, pracował w Klinice Chorób Wewnętrznych w Krakowie, potem w Szpitalu Powiatowym w Pińsku, gdzie został do początku II wojny światowej. Na końcu 1941 osiedlił się w Koprzywnicy. Był członkiem ruchu oporu w trakcie okupowania Polski jako lekarz i pomagał partyzantom, w 1947 został wzięty do wojska, w 1949 wrócił na teren Sandomierza, gdzie został kierownikiem Powiatowego Wydziału Zdrowia, starał się polepszyć stan sanitarno-epidemiologiczny na terytoriach uszkodzonych przez wojnę. Zatrudniony w Szpitalu Św. Adama w Staszowie w 1952–1956, po czym jako kierownik Powiatowego Wydziału Zdrowia, wprowadził w życie liczne placówki służby zdrowia i parę ośrodków zdrowia.

## Życie prywatne
Miał córkę, Krystynę Koper Musial. Pochowany na Cmentarzu parafialnym w Koprzywnicy w Sektorze G, rzędzie 21, numer grobu 8.

## Upamiętnienie
Jego imieniem została nazwana jedna z ulic Koprzywnicy.